# Caspar Brötzmann
Caspar Brötzmann (Wuppertal, 13 december 1962) is een Duitse rockgitarist.

## Biografie
Brötzmann treedt meestal op met de power trio bezetting van Caspar Brötzmann Massaker (zijn vroege band), met gitaar, basgitaar en drums. Hij gebruikt rock-'n-roll en heavy metal muziek als basis voor zijn muziek, die vaak lange nummers bevat die langzaam en stil beginnen, maar geleidelijk opbouwen tot een woeste climax. Brötzmann's vader, Peter Brötzmann, is een freejazz saxofonist. In 1990 namen ze het album Last Home op als duo.

## Discografie
Caspar Brötzmann Massaker
- 1987: The Tribe
- 1989: Black Axis
- 1992: Der Abend der schwarzen Folklore
- 1993: Koksofen
- 1995: Home
- 2014: Mortar - Various Artists compilatie

Caspar Brötzmann & Peter Brötzmann
- 1990: Last Home - met Peter Brötzmann.

Caspar Brötzmann & FM Einheit
- 1994: Merry Christmas - met F.M. Einheit en Einstürzende Neubauten.

Caspar Brötzmann & Page Hamilton
- 1996: Zulutime - met Page Hamilton van de band Helmet.

Caspar Brötzmann
- 1999: Mute Massaker

Andere activiteiten
- 1982: Die Alliierten - Ruhm und Ehre - Skinhead band van Wuppertal; Caspar Brötzmann speelt gitaar
- 1993: The März Combo - Live in Wuppertal - Live opname van het Peter Brötzmann Tentet
- 2001: Guitar on Thomas D's (of Die Fantastischen Vier) album Reflektor Falke. Ook gitarist tijdens de begeleidende tournee.
- 2005: Ende Gut - Ein Klangwerk - Sibylle Berg leest, Caspar Brötzmann speelt gitaar
- 2007: Live music (gitaar) voor dansvoorstelling Execution Ground, première 24 maart 2007 in het Kunsthaus Rhenania, Keulen.

- Gemeinsame Normdatei: 135148480
- International Standard Name Identifier: 0000 0000 5549 9401
- Library of Congress Control Number: no93027226
- MusicBrainz: 34b6582f-e04b-453e-800f-550fc62ba5b8
- Virtual International Authority File: 9418261
- WorldCat: E39PBJwHjqCwWH7DxGT6Thy68C